# Osyth
Osyth (Osgyth, Sythe, Ositha, Othith; data urodzenia nieznana, zm. 700 r.) – staroangielska święta, założycielka klasztoru Chich w dawnym Królestwie Essex, żona tamtejszego króla Sighere. 
Istnieją różne, spisane już po czasach anglosaskich, wersje żywota Osyth, ale w czasie, gdy powstawały, jej kult był już na stałe przemieszany z kultem jej imienniczki Osyth z Aylesburry.
Przyjmuje się, że Osyth była córką Frithuwolda, współwładcy Mercji, rządzącego Surrey oraz Wilburgi - córki króla Pendy. Była również siostrzenicą św. Edyty Wilton i św. Edburga z Bicester. Wychowywała się w klasztorze w Warwickshire pod opieką św. Modwen. Marzyła o tym, by zostać przełożoną w tym klasztorze, ale pochodziła ze zbyt wysokiego rodu, by jej marzenie się urzeczywistniło. Jej przeznaczeniem było umocnienie sojuszu między państwami poprzez małżeństwo.
W tym czasie władzę zwierzchnią nad Królestwem Essex uzyskał Wulfhere z Mercji. Nakłonił on swego brata Frithuwolda do wydania Osyth za władcę podporządkowanego królestwa – Sighere. Małżeństwo to miało związać obie dynastie i dać mandat mercyjczykom do sprawowania władzy nad Essex. Legenda głosi, że zmuszona do małżeństwa Osyth pozostała po ślubie nietknięta, jednak według innych źródeł urodziła Sighere syna, Offa, który został władcą Essex w 683 roku.
Podczas nieobecności swego męża na dworze, Osyth nakłoniła dwóch miejscowych biskupów do udzielenia jej święceń zakonnych i udała się do klasztoru. W końcu, prawdopodobnie po śmierci Sigehere, założyła klasztor w Chich i została jego przełożoną.
Została zamordowana w 700 roku podczas najazdu Duńczyków. Jej śmierć uznawana jest za męczeńską; według tradycji została ścięta, gdyż nie chciała oddać hołdu normandzkim bogom.
Tradycyjnym dniem wspomnienia św. Osyth jest 7 października. Trwa jednak spór odnośnie do jej kultu - powszechnie w średniowiecznej Anglii uważana była za świętą, ale nie ma dowodów na to, że była kiedykolwiek formalnie kanonizowana. Nie wspomina o niej również Catholic Encyclopedia, w której znajdują się żywoty wielu współczesnych jej świętych. Miejsce pochówku Osyth, kościół w Aylesbury, przyciągał liczne pielgrzymki aż do roku 1500, kiedy na polecenie papieża usunięto jej kości z kościoła i pochowano w utrzymywanym w tajemnicy miejscu.
W ikonografii Osyth przedstawiana jest z jeleniem za plecami (w nawiązaniu do legendy, iż przyjęła święcenia zakonne w czasie gdy jej mąż polował na jelenia) oraz z kluczami u pasa, które symbolizują jej stanowisko przełożonej klasztoru.
Od imienia Osyth wzięła nazwę miejscowość Saint Osyth w hrabstwie Essex, w pobliżu Chelmsford.